# Witold Szabłowski
Witold Szabłowski (ur. 27 czerwca 1980 w Ostrowi Mazowieckiej) – polski dziennikarz i reportażysta, laureat Nagrody Dziennikarskiej Parlamentu Europejskiego. Od 2006 związany z „Gazetą Wyborczą” i „Dużym Formatem”. Wcześniej pracował między innymi w TVN24. Szabłowski zajmuje się przede wszystkim Turcją, gdzie mieszkał i studiował blisko rok. Jako jeden z niewielu polskich pisarzy wydał książkę w „Penguin Random House”.

## Życiorys
Urodził się w Ostrowi Mazowieckiej. Ukończył studia politologiczne na Wydziale Dziennikarstwa i Nauk Politycznych Uniwersytetu Warszawskiego (2005). Studiował również politologię w Stambule.
Jako stażysta CNN Türk objechał całą Turcję. W Polsce karierę dziennikarską rozpoczynał w TVN24. W 2006 dołączył do Gazety Wyborczej jako najmłodszy reporter w zespole Dużego Formatu. Pracował tam do 2016. Od 2018 związany jest z redakcją Dzień dobry TVN, a od kwietnia 2019 prowadzi autorską audycję poświęconą podróżowaniu w radiu „Newonce”.
W 2006 był pierwszym Polakiem, który w tureckiej Malatyi rozmawiał z rodziną Mehmeta Ali Ağcy, zamachowca, który próbował zabić papieża Jana Pawła II. Dotarł też do Orala Celika, mniej znanego organizatora zamachu, który również strzelał do polskiego papieża. W 2008 otrzymał nagrodę Melchiora za 2007, w kategorii Inspiracja Roku, za „nawiązanie do najlepszej szkoły reportażu – ukazanie nieznanego oblicza Turcji, rzetelną dokumentację, oszczędny, ale obrazowy język”.
Także w 2008 otrzymał wyróżnienie w konkursie Amnesty International dla autorów najlepszych tekstów poświęconych tematyce praw człowieka za artykuł To z miłości, siostro, który ukazał się w Dużym Formacie. Tekst opowiadał o dramacie kobiet z Turcji, które padły ofiarami gwałtów oraz „honorowych zabójstw”, także tych, które dopuściły się „grzechu” decydowania o swoim losie.
W 2010 był pierwszym dziennikarzem z Europy, który dotarł do Aung San Suu Kyi, późniejszej premier Mjanmy, po jej wyjściu z aresztu domowego. W tym samym roku wyszła jego pierwsza książka, Zabójca z miasta moreli. Reportaże z Turcji (Czarne, Wołowiec 2010), za którą dostał Nagrodę im. Beaty Pawlak i nominację do Nagrody Literackiej Nike 2011. Angielskie wydanie wyróżniono nagrodą brytyjskiego PEN Clubu, a „World Literature Today” wyróżniło ją jako jedno z godnych odnotowania tłumaczeń w 2013 na ten język.
W 2012 otrzymał specjalne wyróżnienie od jury nagrody im. Anny Lindh za artykuły o emigracji z Albanii do krajów Unii Europejskiej i o wychodzeniu Albanii z komunizmu. By je napisać, sam nielegalnie przeszedł przez zieloną granicę. „Z pozoru lekkie i zabawne, ale jeśli lepiej się w nie wczytać, okazują się bardzo głębokie” – napisało o jego tekstach jury, któremu przewodniczył francuski filozof Edgar Morin.
Jego napisana z Izabelą Meyzą książka Nasz mały PRL. Pół roku w M-3 z trwałą, wąsami i maluchem (Znak, Kraków 2012) to zapis eksperymentu. Para przeniosła się na pół roku do bloku z wielkiej płyty, zrezygnowała z internetu i telefonów komórkowych; Szabłowski stawał w kolejkach, wysyłał pocztówki i pisał teksty na maszynie. Wszystko po to, aby w 2011 doświadczyć życia w Polsce z 1981.
W 2014 wydał książkę Tańczące niedźwiedzie (Agora), będącą zbiorem reportaży mówiących o środkowoeuropejskiej drodze do wolności. Orlando Figes, recenzent The New York Review of Books nazwał ją perłą, a Timothy Garton Ash z Foreign Affairs stwierdził, że to jakby „Milan Kundera zrobił remake Tańczącego z wilkami”. Tańczące niedźwiedzie zostały wybrane jedną z najlepszych książek 2018 przez największe amerykańskie radio, NPR, a w 2019 otrzymały nominację do The Edward Stanford Travel Writing Awards jako jedyna nieangielska książka.
W 2016 Szabłowski opublikował reportaż Sprawiedliwi zdrajcy. Sąsiedzi z Wołynia poświęcony Ukraińcom ratującym Polaków na Wołyniu (Znak). W tym samym roku książka została uhonorowana Nagrodą „Newsweeka” im. Teresy Torańskiej.
W 2018 ukazało się nowe wydanie Zabójcy z miasta moreli zatytułowane Merhaba (Wydawnictwo W.A.B.) i wzbogacone subiektywnym słownikiem turecko-polskim autora. Na jesień 2019 zapowiedziano publikację w Polsce i USA jego kolejnej książki Kucharze dyktatorów. Jest ona opisywana jako reportaż na temat kucharzy, którzy gotowali dla największych tyranów XX i XXI wieku.

## Nagrody
- Wyróżnienie w konkursie Amnesty International (2008) za artykuł To z miłości, siostro[13]
- Nagroda Melchiora (2008) w kategorii Inspiracja Roku[12]
- Nagroda dziennikarska Parlamentu Europejskiego (2010) za reportaż Dziś przypłyną tu dwa trupy[1]
- Nominacja do Nagrody Literackiej „Nike” (2011) za książkę Zabójca z miasta moreli[15][16]
- Nagroda im. Beaty Pawlak (2011) za książkę Zabójca z miasta moreli. Reportaże z Turcji[14]
- Nominacja do Literackiej Nagrody Europy Środkowej „Angelus” (2011) za książkę Zabójca z miasta moreli. Reportaże z Turcji[28]
- Nagroda brytyjskiego PEN Clubu za angielskie wydanie Zabójcy z miasta moreli[potrzebny przypis]
- Specjalne wyróżnienie w konkursie nagrody im. Anny Lindh (2012) za artykuły o emigracji z Albanii do krajów Unii Europejskiej i o wychodzeniu Albanii z komunizmu[18]
- Nagroda PAP im. Ryszarda Kapuścińskiego (2013) za reportaż Dom pełen Ukraińców[29]
- Nagroda „Newsweeka” im. Teresy Torańskiej (2016) za książkę Sprawiedliwi zdrajcy. Sąsiedzi z Wołynia[25]
- Nominacja do The Edward Stanford Travel Writing Awards (2019) za Tańczące niedźwiedzie[24]